# Caeculus
У Римској митологији, Caeculus (значи мали слепи дечак, од речи цаецус што значи слеп)био је син Вулканa, и легендарни проналазач Прeнесте(модерне Палестрине)
Краљ Caeculu појављује се у петој књизи o Виргилијевој Анеиди као савезник Tурнуса против Енеја и Тројанаца, где је рекао да је „ проналазач Пренесте,, и описао је себе „Вулкановим сином, рођен међу сеоским стадом и пронађен на огњишту,,.
Мит о рођењу Caeculusa и његовом божанском рођењу је од великог интереса за проучавање латинске религије. У митологији он је рођак од два божанска брата близанца званих  Depidii  или Digidii. Они имају млађу сестру. Једног дана док је  седела крај огњишта, на њу је слетела искра и била је трудна. Када је дете рођено открила га је у близини Јупитеровог храма, где га је пронашла, лежећи поред ватре, група девојчица(једна верзија каже да су ове девојчице биле такође Dipidii сестре), које су морале да дођу да би донеле воду из обижњег извора. Девојчице су однеле дете код ујака, Depida који су га узгајали. После провођења детињства међу пастирма, окупио је групу младих момака његових година и пронашлу су град Пренеста.
Caeculus је био неповређен ватром, проузрокованом његовом сумњом у божанство његових предака. Tакође је показао мајсторство над ватром, покретањем и гашењем другог по својој вољи. Дим је оштетио његове очи, које су остале мање него иначе; отуда и његово име Caeculus, мали слепи дечак.
Његова прича подсећа на апраксу ver secrum и сличну оној код Ромула и Рема оснивача града Рима. Caeculus се тврдио као истоимени предак римског Caecilia, а можда и од мање познатог gens Cesia.